# 5383 Лівітт
5383 Лівітт (5383 Leavitt) — астероїд головного поясу, відкритий 29 вересня 1973 року. Названий на честь жінки-астронама Генрієтти Свон Лівітт.
Тіссеранів параметр щодо Юпітера — 3,295.